# Noor-Eesti

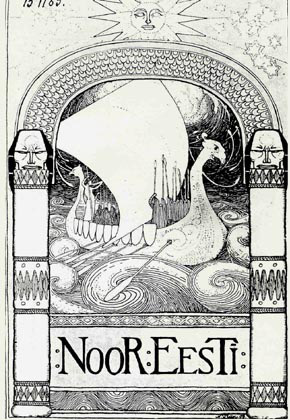
Omslag van Noor-Eesti I uit 1905

Noor-Eesti (Jong-Estland) was een Estische neoromantische literaire beweging die ontstond aan het begin van de 20e eeuw onder leiding van Gustav Suits. Hoewel voornamelijk op literatuur gericht, had de beweging invloed op alle culturele vlakken. Een unaniem politiek programma had men niet, maar de leden waren veelal socialistisch of liberaal georiënteerd. Tot de kern van de beweging behoorden onder anderen Friedebert Tuglas, Bernard Linde, Johannes Aavik, Villem Grünthal-Ridala, Aino Kallas, Jaan Oks, Johannes Semper en August Alle.

## Ontstaan en ontwikkeling
Rond de eeuwwisseling ontstonden er in Tartu onder de scholieren geheime literatuurkringen. Eén daarvan was Kirjanduse sõbrad (Vrienden van de literatuur), waarvan Gustav Suits de voortrekker was. Onder zijn leiding werden de almanakken Kiired (I-III, 1901-1902) uitgegeven. Deze uitgaves bevatten zowel bijdragen van bekende schrijvers als werk van de jonge leden zelf. Ook was er ruimte voor vertalingen en wereldliteratuur. Na het opheffen van de kring, richtte G.Suits het literair-politiek genootschap Eesti Külvaja (de Estische zaaier) op. Uit dat genootschap ontstond in 1903 de literaire kring Ühisus, die zich verder met de uitgaves van Kiired zou bezighouden. In 1904 werd echter besloten hun vierde almanak Noor-Eesti te noemen, de titel waaraan de beweging haar uiteindelijke naam ontleent. Pas in 1912 verkreeg Noor-Eesti het organisatierecht, er waren toen 61 leden. Onder die leden waren niet enkel schrijvers maar ook kunstenaars, leraren en andere geïnteresseerden. Noor-Eesti richtte in 1904 ook een eigen uitgeverij op die instond voor het drukken van de almanakken en tijdschriften.
De ontwikkeling van Jong-Estland wordt traditioneel opgedeeld in drie periodes:
- Het ontstaan of de revolutionaire beginperiode (1905-1907) waarin algemene culturele en maatschappelijk-politieke visies worden gevormd. In de almanakken Noor-Eesti I en II verschijnt dan nog veel werk van "oude" schrijvers en het eigen werk is nog veelal beïnvloed door nationale romantiek en realisme.
- De esthetische piekperiode (1908-1914) waarin men zich verdiept in kunst en filosofie en zich distantieert van de oude literaire stromingen. Symbolistische en impressionistische invloeden worden zichtbaar in het werk van de leden. In deze periode vallen de uitgaves van Noor-Eesti III en IV en het gelijknamige tijdschrift (1910-1911)
- De eindperiode rond de Eerste Wereldoorlog waarin naast symbolisme en impressionisme ook modernisme zijn intrede doet. De almanak Noor-Eesti V (1915) en het culturele tijdschrift Vaba Sõna (het vrije woord, 1914-1916) verschijnen. De Eerste Wereldoorlog en de Russische Revolutie betekenen tevens het einde van de beweging. Een aantal leden moet -al dan niet gedwongen- vertrekken en de beweging houdt op te bestaan.

## Noor-Eesti en cultuur
In het manifestachtige voorwoord van Noor-Eesti I beschrijft G.Suits zijn visie als volgt:
Meer cultuur! Dat is de eerste voorwaarde voor alle bevrijdende idealen en inspanningen. Meer Europese cultuur! Laten we Esten zijn, maar ook Europeanen worden! 
Met andere woorden valt daar te lezen dat kunst, cultuur en onderwijs de basis vormen voor een volk, een gevoel van verbondenheid verschaffen en perspectief bieden aan een land dat al eeuwen buitenlandse overheersing kent.
Noor-Eesti had zich tot doel gesteld de horizon te verbreden en had daarmee een sterke vernieuwende invloed op alle culturele vlakken. Ze organiseerden exposities en lieten hun almanakken kunstig illustreren. Onder de kunstenaars die aan Noor-Eesti verbonden waren, waren onder anderen Nikolai Triik, Jaan Koort, Konrad Mägi en Kristjan Raud.
In de muziek had Noor-Eesti invloed op het werk van Rudolf Tobias en Johannes Aavik leverde een belangrijke bijdrage aan de vernieuwing van de taal.